# كاستور إيلزو
كاستور إيلزو ميدينا (7 نوفمبر 1917 - 14 سبتمبر 1989) كان لاعب كرة قدم إسباني لعب كلاعب خط وسط في الدرجة الأولى الإسبانية مع سبعة أندية مختلفة في الأربعينيات من القرن العشرين، بما في ذلك فالنسيا وريال مدريد،  وبالتالي سجل رقمًا قياسيًا احتفظ به لمدة 47 عامًا، حتى تعادل معه ميغيل سولير.

## مسيرة اللعب

### الخطوات الأولى
وُلِد إيلزو في لاس بالماس في جزر الكناري في 7 نوفمبر 1917، وبدأ لعب كرة القدم في أندية كاناليخاس إف سي ومقرها فالنسيا، وجيمناستيكو إف سي، ومارينو إف سي، وانضم إلى الأخير في عام 1934 عندما كان عمره 17 عامًا.
لعب مع مارينو في موسم 1939-1940 بعد الحرب الأهلية الإسبانية،  حيث بدأ اللعب كلاعب خط وسط أيسر وانتهى به الأمر باللعب في الخلف. وفي منتصف ذلك الموسم وقع عقدًا مع نادي ريال سرقسطة الذي فاز معه ببطولة الهواة الإسبانية عام 1941. شارك لأول مرة مع الفريق الأول في مباراة بالدوري ضد إشبيلية في 19 يناير 1940 وكان عمره حينئذٍ 23 عامًا، والتي انتهت بخسارة 3-0. وقع عقدًا مع فريق كاستيلون بعد هبوط الفريق الأراغوني إلى الدرجة الثانية الذي كان يلعب في الدرجة الأولى في هذا الوقت، حيث لعب 34 مباراة وسجل 11 هدفًا على مدار موسمين.

### فالنسيا ومدريد
لفت سجله الجيد انتباه مدربي فالنسيا الذين قرروا التعاقد معه في عام 1943 كتعزيز لخط الوسط، وفاز فالنسيا بالدوري الإسباني 1943-1944 في موسمه الأول (والوحيد) في النادي. ومع ذلك لعب إلزو دورًا ثانويًا في هذا الانتصار. حيث لعب 6 مباريات فقط وسجل هدفين. حقق كلاهما انتصارات 3-0. الأول على غرناطة والثاني ضد ناديه المستقبلي ديبورتيفو دي لا كورونيا. كان واحدًا من ما يسمى بـ "الكالديرون"، وهو الاسم الذي أُطلق على قوات التعزيز في ذلك الموسم الذين لم يلعبوا إلا عند الطلب.
لم يتكيف إيلزو مع أسلوب لعب الفريق الفالنسي، ويرجع ذلك أساسًا إلى عادته في اللعب وظهره إلى المرمى. ولذلك وقع عقدًا مع ريال مدريد مقابل 125 ألف بيزيتا في نهاية الموسم. سجل هدفين فقط في 11 مباراة رسمية خلال العامين اللذين قضاهما في مدريد، جميعها كانوا في الدوري. وبالتالي لم يكن عضوًا في فريق مدريد الذي فاز بكأس الملك عام 1946 بعد فوزه على ناديه السابق فالنسيا 3-1 في النهائي .

### مسيرته المهنية اللاحقة
في عام 1946 تم جلب إليزو إلى ديبورتيفو لا كورونيا على يد هيلاريو ماريريو، وهو توقيع رفيع المستوى لم يتمكن من منع هبوط ديبورتيفو. في عام 1948 وبعد موسمين في غاليسيا وقع عقدًا مع نادي مالقة؛ مما ساعد فريقه على الصعود إلى الدوري الإسباني في عام 1949. في عام 1950 عاد أخيرًا إلى وطنه ليلعب لصالح نادي لاس بالماس، وساعد فريقه على الصعود إلى الدوري الإسباني في عام 1951،  لكنه ترك النادي في عام 1952 بعد هبوطه إلى الدرجة الثانية.، لعب موسمًا واحدًا لكل من نادي أونياو فونشال دي ماديرا (1952–53) وأفياثيون دي لاس بالماس (1953–54) قبل تقاعده. سجل 21 هدفًا في 76 مباراة بالدوري الإسباني في المجموع.
أصبح إيلزو أول لاعب كرة قدم يلعب لصالح ريال مدريد ولاس بالماس عندما انضم إلى لاس بالماس في عام 1950، متغلبًا بفارق ضئيل على أمثال خوان رودريجيز جالاردو وجان لوتشيانو، اللذين انضما إلى لاس بالماس في عام 1951 بعد أن لعبا بالفعل في مدريد. وقد حمل أيضًا الرقم القياسي باللعب في الدرجة الأولى مع سبعة فرق مختلفة لمدة 47 عامًا حتى عادله ميغيل سولير. وقد تم معادلة هذا الرقم منذ ذلك الحين من قبل بعض اللاعبين الآخرين، وأخيراً تم كسره من قبل كارلوس أراندا الذي لعب لثمانية أندية من الدرجة الأولى.

## الوفاة
توفي إلزو في لاس بالماس بجزر الكناري في 14 سبتمبر 1989 وكان عمره 71 عامًا.

## الأوسمة
ريال سرقسطة
- بطولة الهواة الإسبانية :
  - الأبطال (1) : 1940–41 [6]

نادي فالنسيا لكرة القدم
- الدوري الاسباني :
  - الأبطال (1) : 1943–44 [6]